# Lőrenthey Imre
Lőrenthey Imre (Pest, 1867. április 17. – Nyírmada, 1917. augusztus 13.) magyar paleontológus, geológus, egyetemi tanár, a Magyar Tudományos Akadémia levelező tagja.

## Élete
Tanulmányait 1885 és 1889 között végezte a budapesti egyetemen Hantken Miksa vezetése alatt. Szünidejében Magyarország geológiai szempontból jelentősebb vidékeit tanulmányozta, valamint tanulmányutat tett Olaszországban, Svájcban, Franciaországban és Londonban. 1890-ben doktorált természettudományból, majd Koch Antal asszisztense lett a kolozsvári egyetemen. 1893-ban a budapesti egyetemen egy időre Hantken, majd ismét Koch Antal asszisztense lett. 1896-ban magántanárrá képesítették a gerinctelen állatok paleontológiája terén. 1897 és 1898 között Karl Zittel müncheni paleontológus mellett munkálkodott. Hazatérését követően, 1899-ben a budapesti egyetem adjunktusa lett. 1907-től az egyetem nyilvános rendkívüli, majd 1914-től egészen haláláig nyilvános rendes tanára volt. Paleontológiai kutatásokat folytatott 1896-ban Svájcban és Dél-Tirolban, valamint 1898-ban Bajorországban. Id. Lóczy Lajos kutatóútjain háromszor is részt vett, mégpedig 1899-ben Olaszországban, 1901-ben Nyugat-Oroszországban, Finnországban és Németország keleti részén, valamint 1902-ben Romániában, Dél-Oroszországban és a Kaukázusban. Három nagyobb területben volt a legjobban érdekelt: pannóniai-pontusi képződményekben (az ő ajánlatára fogadta el a nemzetközi tudomány a pannóniai emelet elnevezést), a harmadkor (decapodák) paleontológiájában, valamint Budapest környéke geológiai felépítésének tisztázásában (sokszor csak mint pannon emelet, pannon réteg szerepel munkákban).
1905-ben a Magyar Tudományos Akadémia levelező tagjai közé választotta.

## Művei
Fontosabb művei a következők:
- A nagy-mányoki pontusi emelet és faunája (Budapest, 1890)
- A szekszárdi, nagymányoki és árpádi felső pontusi lerakódásnak faunája (Budapest, 1893)
- Paleontológiai tanulmányok a harmadkori rákok köréből (Budapest, 1897)
- Baróth környékének földtani viszonyai (Budapest, 1900)
- Die pannonische Fauna von Budapest (Stuttgart, 1902)
- Adatok a balatonmelléki pannóniai rétegek faunájához és stratigraphiájához (Budapest, 1908)